# Triplophysa chandagaitensis
Triplophysa chandagaitensis är en fiskart som beskrevs av Prokofiev 2002. Triplophysa chandagaitensis ingår i släktet Triplophysa och familjen grönlingsfiskar. Inga underarter finns listade i Catalogue of Life.